# 川島高峰
川島 高峰（かわしま たかね、1963年（昭和38年） - ）は、日本の政治学者、明治大学情報コミュニケーション学部准教授。近現代日本の民衆思想史、国際人権問題などを専門とする。

## 略歴
1963年、東京都千代田区神田生まれ。明治大学政治経済学部卒業。1997年、同大学院政治学研究科修了、博士（政治学）。早稲田大学理工学部・立教大学大学院非常勤講師等を経て、2004年4月より明治大学情報コミュニケーション学部准教授。
書家井垣清明は姻戚にあたる。

## ハーバート・ビックスの『昭和天皇』の翻訳
岡部牧夫とともにハーバート・ビックスの『昭和天皇』を共訳したが、上巻のp271に以下の記述がある。
坂野潤治は、330億の軍事費が1桁違うのは米語と日本語間で生じたケアレスミスだが、33億円でも当時の総予算を越えており、さらに1年で軍事費が3倍になったり、軍事費が「全政府予算の約69パーセント」になることは戦争末期以外あり得ず、このくらいのことは日本人翻訳者がチェックすべき、と苦言を呈している。ちなみに坂野によると、軍事費は14億円で全政府予算の50パーセントであり、前年度の1・5倍だという（『西園寺公と政局』第5巻、p139）。

## 著作

### 単著
- 『銃後 流言・投書の「太平洋戦争」』（読売新聞社、1997年）
- 『敗戦 占領軍への５０万通の手紙』（読売新聞社、1998年）
- 『流言・投書の太平洋戦争』（講談社学術文庫、2004年）

### 史料集
- 『時事通信占領期世論調査』（全10巻）（川島高峰監修, 大空社, 1994年）
- 『米軍占領下の反戦平和運動』（川島高峰監修, 大空社, 2000年）
- 『敗戦時全国治安情報』（川島高峰監修, 大空社, 2002年）
- 『占領軍治安諜報月報』（全15巻）（川島高峰監修, 大空社, 2002年）

### 共編著
- 『昭和二〇年／一九四五年』（小学館, 1995年）
- 『現代史発掘』（大月書店, 1996年）
- 『日本国憲法を国民はどう迎えたか』（高文研, 1997年）
- 『日本思想の地平と水脈』（ぺりかん社, 1998年）

### 訳書
- ハーバート・ビックス『昭和天皇（上下）』吉田裕監訳、岡部牧夫・永井均共訳（講談社, 2002年、講談社学術文庫, 2005年）
- 監修『アメリカ国務省人権報告』（現代史料出版, 2002年）
- 監修『イラク人権レポート』（現代史料出版, 2003年）